# Сімо-Пекка Рійкола
Сімо-Пекка Рійкола (фін. Simo-Pekka Riikola; 3 лютого 1992, м. Йоенсуу, Фінляндія) — фінський хокеїст, захисник. Виступає за ТПС (Турку) у Лійги.
Вихованець хокейної школи СайПа (Лаппеенранта). Виступав за КалПа (Куопіо), СаПКо (Савонлінна).
В чемпіонатах Фінляндії — 205 матчів (14+41), у плей-оф — 16 матчів (0+2).
У складі молодіжної збірної Фінляндії учасник чемпіонату світу 2012. У складі юніорської збірної Фінляндії учасник чемпіонату світу 2010.
Брат: Юусо Рійкола.
Досягнення
- Бронзовий призер юніорського чемпіонату світу (2010)